# 나세르호

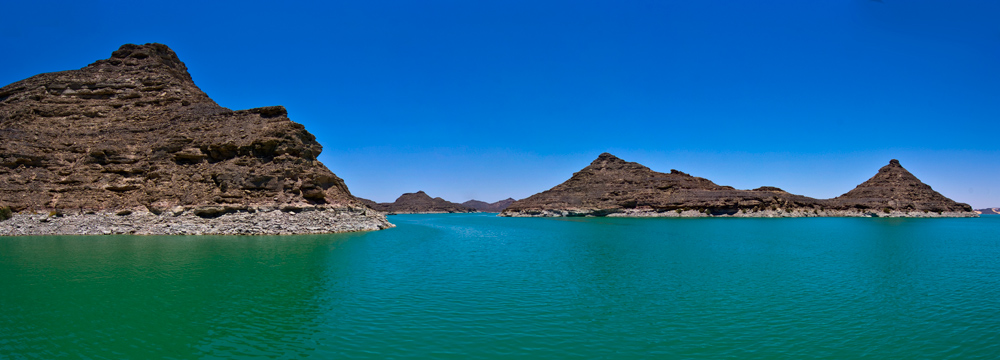
나세르 호

나세르 호(아랍어: بحيرة ناصر)는 나일강이 아스완 댐에 막혀 이룬 인조호로 길이 550 km ,면적 5,250 km2, 깊이 25.2 m, 부피 132 km3의 호수이다. 여러 반발을 무릅쓰고 댐 건설을 강행한 이집트의 대통령 가말 압델 나세르의 이름을 따왔다. 이 호수에 의해 많은 고고학적 유물이 수몰 위기에 놓였지만 1960년대 유네스코의 문화재 구조 작업으로 수몰예정지에 대한 문화재 유적지 탐사를 하여 24곳의 주요한 유적을 높은 곳으로 옮기게되었다. 대표적인 곳이 아부 심벨 신전이다. 마드리드와 뉴욕등 세계 여러 기관과 국가들은 이 과정에서 적극적인 협조를 아끼지 않았다.

## 같이 보기
- 누비아
- 아스완 댐